# Train of Thought Tour
Il Train of Thought Tour è stata una tournée mondiale del gruppo musicale statunitense Dream Theater, svoltasi interamente nel 2004 per supportare il loro settimo album in studio Train of Thought.

## Descrizione
Il tour iniziò il 16 gennaio 2004 a Manchester, nel Regno Unito, per poi concludersi il 22 settembre 2004 a Monterrey, in Messico. La band ripropose il formato An Evening with Dream Theater, suonando lunghi spettacoli con un'enfasi sorprendentemente forte data dal cambiamento delle scalette e l'inserimento di varie cover. All'inizio del tour, il gruppo ha eseguito Train of Thought dall'inizio alla fine nella sua interezza.
La tournée è culminata con il concerto alla Budokan Hall di Tokyo, il più famoso luogo di concerti in Asia, dove sono stati registrati molti famosi album dal vivo. Lo spettacolo è stato registrato e immortalato Live at Budokan, uscito sia in formato audio e video; l'edizione DVD è stata in seguito certificata disco di platino dalla RIAA.
Tra agosto e settembre 2004, nonostante l'iniziale decisione di prendere una pausa al termine del tour, i Dream Theater hanno aperto le date del gruppo rock progressivo Yes durante la loro tappa nordamericana svoltasi in occasione dei loro 35 anni di attività.
Il gruppo ha anche tenuto uno spettacolo speciale a Los Angeles il 6 marzo 2004 per commemorare il 15º anniversario dell'uscita di When Dream and Day Unite: nel secondo atto, infatti, ha eseguito tale disco per intero, e durante l'encore è stato accompagnato da Charlie Dominici su To Live Forever e anche da Derek Sherinian per Metropolis–Part I: "The Miracle and the Sleeper"; all'evento avrebbe dovuto partecipare anche Kevin Moore, che declinò l'offerta. Successivamente l'esibizione è stata pubblicata nel bootleg ufficiale When Dream and Day Reunite.

## Brani proposti
| Brano                                            | Album di provenienza                   | Numero di esecuzioni | Note  |
| ------------------------------------------------ | -------------------------------------- | -------------------- | ----- |
| Ytse Jam                                         | When Dream and Day Unite               | 1                    | [ 8 ] |
| A Fortune in Lies                                | When Dream and Day Unite               | 15                   | [ 8 ] |
| Only a Matter of Time                            | When Dream and Day Unite               | 13                   | [ 8 ] |
| The Ones Who Help to Set the Sun                 | When Dream and Day Unite               | 11                   | [ 8 ] |
| Light Fuse and Get Away                          | When Dream and Day Unite               | 2                    | [ 8 ] |
| Afterlife                                        | When Dream and Day Unite               | 2                    | [ 8 ] |
| Another Hand/The Killing Hand                    | When Dream and Day Unite               | 1                    | [ 8 ] |
| Status Seeker                                    | When Dream and Day Unite               | 1                    | [ 8 ] |
| Under a Glass Moon                               | Images and Words                       | 22                   | [ 8 ] |
| Metropolis–Part I: "The Miracle and the Sleeper" | Images and Words                       | 36                   | [ 8 ] |
| Learning to Live                                 | Images and Words                       | 24                   | [ 8 ] |
| Pull Me Under                                    | Images and Words                       | 13                   | [ 8 ] |
| Wait for Sleep                                   | Images and Words                       | 32                   | [ 8 ] |
| Another Day                                      | Images and Words                       | 31                   | [ 8 ] |
| Caught in a Web                                  | Awake                                  | 25                   | [ 8 ] |
| The Mirror                                       | Awake                                  | 25                   | [ 8 ] |
| Erotomania                                       | Awake                                  | 18                   | [ 8 ] |
| Voices                                           | Awake                                  | 18                   | [ 8 ] |
| The Silent Man                                   | Awake                                  | 18                   | [ 8 ] |
| A Change of Seasons                              | A Change of Seasons                    | 19                   | [ 8 ] |
| Trial of Tears                                   | Falling into Infinity                  | 50                   | [ 8 ] |
| Hollow Years                                     | Falling into Infinity                  | 33                   | [ 8 ] |
| New Millennium                                   | Falling into Infinity                  | 13                   | [ 8 ] |
| Peruvian Skies                                   | Falling into Infinity                  | 8                    | [ 8 ] |
| Through My Words                                 | Metropolis Pt. 2: Scenes from a Memory | 16                   | [ 8 ] |
| Finally Free                                     | Metropolis Pt. 2: Scenes from a Memory | 35                   | [ 8 ] |
| The Spirit Carries On                            | Metropolis Pt. 2: Scenes from a Memory | 25                   | [ 8 ] |
| Fatal Tragedy                                    | Metropolis Pt. 2: Scenes from a Memory | 16                   | [ 8 ] |
| Through Her Eyes                                 | Metropolis Pt. 2: Scenes from a Memory | 9                    | [ 8 ] |
| The Glass Prison                                 | Six Degrees of Inner Turbulence        | 8                    | [ 8 ] |
| Disappear                                        | Six Degrees of Inner Turbulence        | 2                    | [ 8 ] |
| War Inside My Head                               | Six Degrees of Inner Turbulence        | 31                   | [ 8 ] |
| The Test That Stumped Them All                   | Six Degrees of Inner Turbulence        | 31                   | [ 8 ] |
| About to Crash (Reprise)                         | Six Degrees of Inner Turbulence        | 24                   | [ 8 ] |
| Losing Time/Grand Finale                         | Six Degrees of Inner Turbulence        | 24                   | [ 8 ] |
| About to Crash                                   | Six Degrees of Inner Turbulence        | 22                   | [ 8 ] |
| Goodnight Kiss                                   | Six Degrees of Inner Turbulence        | 19                   | [ 8 ] |
| The Great Debate                                 | Six Degrees of Inner Turbulence        | 11                   | [ 8 ] |
| As I Am                                          | Train of Thought                       | 51                   | [ 8 ] |
| This Dying Soul                                  | Train of Thought                       | 55                   | [ 8 ] |
| Endless Sacrifice                                | Train of Thought                       | 53                   | [ 8 ] |
| Honor Thy Father                                 | Train of Thought                       | 28                   | [ 8 ] |
| Vacant                                           | Train of Thought                       | 18                   | [ 8 ] |
| Stream of Consciousness                          | Train of Thought                       | 59                   | [ 8 ] |
| In the Name of God                               | Train of Thought                       | 52                   | [ 8 ] |

## Date e tappe
| Data                                                                 | Città                | Paese                 | Locale                      |
| Prima tappa:                                                         | Prima tappa:         | Prima tappa:          | Prima tappa:                |
| -------------------------------------------------------------------- | -------------------- | --------------------- | --------------------------- |
| 16 gennaio 2004                                                      | Manchester           | Regno Unito           | Apollo Theatre              |
| 17 gennaio 2004                                                      | Londra               | Regno Unito           | Hammersmith Apollo          |
| 19 gennaio 2004                                                      | Rotterdam            | Paesi Bassi           | Ahoy Rotterdam              |
| 20 gennaio 2004                                                      | Copenaghen           | Danimarca             | KB Halle                    |
| 21 gennaio 2004                                                      | Oslo                 | Norvegia              | Spectrum                    |
| 22 gennaio 2004                                                      | Stoccolma            | Svezia                | Hovet                       |
| 24 gennaio 2004                                                      | Stoccarda            | Germania              | Sporthalle                  |
| 25 gennaio 2004                                                      | Bruxelles            | Belgio                | Forest National             |
| 26 gennaio 2004                                                      | Francoforte sul Meno | Germania              | Jahrhunderthalle            |
| 27 gennaio 2004                                                      | Colonia              | Germania              | Palladium                   |
| 29 gennaio 2004                                                      | Parigi               | Francia               | Zénith                      |
| 30 gennaio 2004                                                      | Dortmund             | Germania              | Westfalenhalle              |
| 31 gennaio 2004                                                      | Nürnberg-Fürth       | Germania              | Stadthalle Fürth            |
| 2 febbraio 2004                                                      | Berlino              | Germania              | Tempodrom                   |
| 4 febbraio 2004                                                      | Frauenfeld           | Svizzera              | Festhalle Rüegerholz        |
| 5 febbraio 2004                                                      | Assago               | Italia                | Filaforum                   |
| 6 febbraio 2004                                                      | Bologna              | Italia                | Palmalaguti                 |
| 7 febbraio 2004                                                      | Roma                 | Italia                | PalaLottomatica             |
| 10 febbraio 2004                                                     | Barcellona           | Spagna                | Pavelló de la Vall d'Hebron |
| 11 febbraio 2004                                                     | Madrid               | Spagna                | Multiusos La Cubierta       |
| 12 febbraio 2004                                                     | Porto                | Portogallo            | Colosseo                    |
| Seconda tappa: Nord America                                          |                      |                       |                             |
| 2 marzo 2004                                                         | Seattle              | Stati Uniti d'America | Moore Theatre               |
| 3 marzo 2004                                                         | Portland             | Stati Uniti d'America | Roseland Theatre            |
| 5 marzo 2004                                                         | San Francisco        | Stati Uniti d'America | Warfield Theater            |
| 6 marzo 2004                                                         | Los Angeles          | Stati Uniti d'America | Pantages Theatre            |
| 7 marzo 2004                                                         | San Diego            | Stati Uniti d'America | Spreckels Theater           |
| 8 marzo 2004                                                         | Phoenix              | Stati Uniti d'America | Celebrity Theater           |
| 11 marzo 2004                                                        | Denver               | Stati Uniti d'America | Paramount Theater           |
| 13 marzo 2004                                                        | Minneapolis          | Stati Uniti d'America | State Theatre               |
| 15 marzo 2004                                                        | Kansas               | Stati Uniti d'America | Uptown Theater              |
| 17 marzo 2004                                                        | Saint Louis          | Stati Uniti d'America | Pageant Theater             |
| 18 marzo 2004                                                        | Milwaukee            | Stati Uniti d'America | Eagles Ballroom             |
| 19 marzo 2004                                                        | Chicago              | Stati Uniti d'America | Riveria Theater             |
| 20 marzo 2004                                                        | Cleveland            | Stati Uniti d'America | Agora Theater               |
| 22 marzo 2004                                                        | Detroit              | Stati Uniti d'America | State Theatre               |
| 23 marzo 2004                                                        | Greensburg           | Stati Uniti d'America | The Palace Theatre          |
| 25 marzo 2004                                                        | Toronto              | Canada                | Massey Hall                 |
| 26 marzo 2004                                                        | Québec               | Canada                | Capital Centre              |
| 27 marzo 2004                                                        | Montréal             | Canada                | Métropolis                  |
| 29 marzo 2004                                                        | Washington           | Stati Uniti d'America | 9:30 Club                   |
| 30 marzo 2004                                                        | Wallingford          | Stati Uniti d'America | Oakdale Theater             |
| 1 aprile 2004                                                        | Boston               | Stati Uniti d'America | Orpheum Theater             |
| 2 aprile 2004                                                        | Filadelfia           | Stati Uniti d'America | Tower Theater               |
| 3 aprile 2004                                                        | New York             | Stati Uniti d'America | Madison Square Garden       |
| Terza tappa: Asia                                                    |                      |                       |                             |
| 22 aprile 2004                                                       | Nagoya               | Giappone              | Shimin Kainkan Chu Hall     |
| 23 aprile 2004                                                       | Osaka                | Giappone              | Koseinenkin Kaikan          |
| 24 aprile 2004                                                       | Osaka                | Giappone              | IMP Hall                    |
| 26 aprile 2004                                                       | Tokyo                | Giappone              | Nippon Budokan              |
| 28 aprile 2004                                                       | Seul                 | Corea del Sud         | Olympic Hall                |
| Quarta tappa: Concerti italiani "One off" Supportata da Empty Tremor |                      |                       |                             |
| 3 luglio 2004                                                        | Roma                 | Italia                | Stadio del tennis di Roma   |
| 5 luglio 2004                                                        | Firenze              | Italia                | Piazzale Michelangelo       |
| 6 luglio 2004                                                        | Bergamo              | Italia                | Lazzaretto                  |
| Quinta tappa: Nord America con gli Yes come headliner                |                      |                       |                             |
| 17 agosto 2004                                                       | Québec               | Canada                | Agorà                       |
| 18 agosto 2004                                                       | Montréal             | Canada                | Centre Bell                 |
| 20 agosto 2004                                                       | Atlantic City        | Stati Uniti d'America | Borgata Events Centre       |
| 21 agosto 2004                                                       | Worcester            | Stati Uniti d'America | Worcester Palladium         |
| 22 agosto 2004                                                       | Hartford             | Stati Uniti d'America | Meadows Music Center        |
| 24 agosto 2004                                                       | Cuyahoga Falls       | Stati Uniti d'America | Blossom Music Center        |
| 25 agosto 2004                                                       | Bristow              | Stati Uniti d'America | Nissan Pavillon             |
| 27 agosto 2004                                                       | Holmdel              | Stati Uniti d'America | PNC Bank Arts Center        |
| 28 agosto 2004                                                       | Wantagh              | Stati Uniti d'America | Jones Beach Theater         |
| 30 agosto 2004                                                       | London               | Canada                | John Labatt Centre          |
| 31 agosto 2004                                                       | Ottawa               | Canada                | Capital music Hall          |
| 2 settembre 2004                                                     | Syracuse             | Stati Uniti           | New York State Fair         |
| 3 settembre 2004                                                     | Allentown            | Stati Uniti           | Great Allentown Fair        |
| 5 settembre 2004                                                     | Madison              | Stati Uniti           | Barrymore Theater           |
| 7 settembre 2004                                                     | Minneapolis          | Stati Uniti           | Target Centre               |
| 8 settembre 2004                                                     | Merrillville         | Stati Uniti           | Star Plaza Theater          |
| 10 settembre 2004                                                    | Denver               | Stati Uniti           | Red Rocks Amphitheatre      |
| 11 settembre 2004                                                    | Loveland             | Stati Uniti           | Budweiser Events Center     |
| 13 settembre 2004                                                    | Albuquerque          | Stati Uniti           | Sandia Casino               |
| 14 settembre 2004                                                    | Mesa                 | Stati Uniti           | Mesa Amphitheatre           |
| 16 settembre 2004                                                    | Alpine               | Stati Uniti           | Viejas Summer Site          |
| 17 settembre 2004                                                    | Concord              | Stati Uniti           | Chronicle Pavillion         |
| 19 settembre 2004                                                    | Los Angeles          | Stati Uniti           | Universal Amphitheatre      |
| 22 settembre 2004                                                    | Monterrey            | Messico               | Arena Monterrey             |

## Formazione
- James LaBrie – voce, percussioni
- John Petrucci – chitarra, cori
- John Myung – basso, Chapman Stick
- Jordan Rudess – tastiera
- Mike Portnoy – batteria, percussioni, cori